# Pereira Barreto
Pereira Barreto é um município brasileiro do estado de São Paulo. Sua população de acordo com o Censo 2022 (IBGE) era de 24 095 habitantes.

## Estância turística
Pereira Barreto é um dos 67 municípios paulistas   considerados estâncias turísticas pelo governo do Estado de São Paulo, por cumprirem determinados pré-requisitos definidos por Lei Estadual. Tal status garante a esses municípios uma verba maior por parte do Estado para a promoção do turismo regional. Também, o município adquire o direito de agregar junto a seu nome o título de Estância Turística, termo pelo qual passa a ser designado tanto pelo expediente municipal oficial quanto pelas referências estaduais.

## Toponímia
Recebe o nome em homenagem ao médico e político : Luís Pereira Barreto (1840-1923).

## História

### Fundação
Pereira Barreto foi fundada por colonos imigrantes japoneses que iniciaram o trabalho na lavoura. Por isso, quando o município ainda era um distrito, recebeu o nome de Novo Oriente.
A região onde se localiza atualmente o município de Pereira Barreto fazia parte de uma fazenda federal, onde, em 1858, foi criada uma colônia militar com o nome de “Estabelecimento Naval de Itapura", em virtude de estar situada justamente no salto de Itapura, no rio Tietê. Havia nessa região, naquela época pertencente ao município de São José do Rio Preto, um povoado situado à margem do rio Tietê, chamado Itapura, que foi elevado a distrito em 1909. Parte desse território, inclusive, foi desmembrado e incorporado ao distrito de Penápolis, em 1910. Era proprietário das terras do povoado de Itapura o Coronel Jonas Alves de Mello, que então já havia vendido grande parte dessa propriedade a vários imigrantes japoneses.
Pereira Barreto foi fundada oficialmente, em 11 de agosto de 1928, com o nome de Novo Oriente, quando a Sociedade Colonizadora do Brasil Ltda. adquiriu parte das terras do povoado de Itapura, a fim de receber imigrantes japoneses que vieram para o Brasil, naquela época, trabalhar na lavoura. As terras então já pertenciam, pela Lei n.º 2008, de 23 de dezembro de 1924, ao município de Monte Aprazível. As terras então adquiridas pela Sociedade Colonizadora eram banhadas por grandes rios, como o Tietê e o Paraná, o que as tornavam apropriadas para a lavoura, que, em pouco tempo, tornou viável o rápido progresso da região.
Em 1938 o então distrito de Novo Oriente foi elevado à categoria de município, pelo Decreto nº 9.775, de 30 de novembro de 1938, e recebeu então o nome de Pereira Barreto, em homenagem ao médico e político brasileiro Dr. Luiz Pereira Barreto (1840-1923).

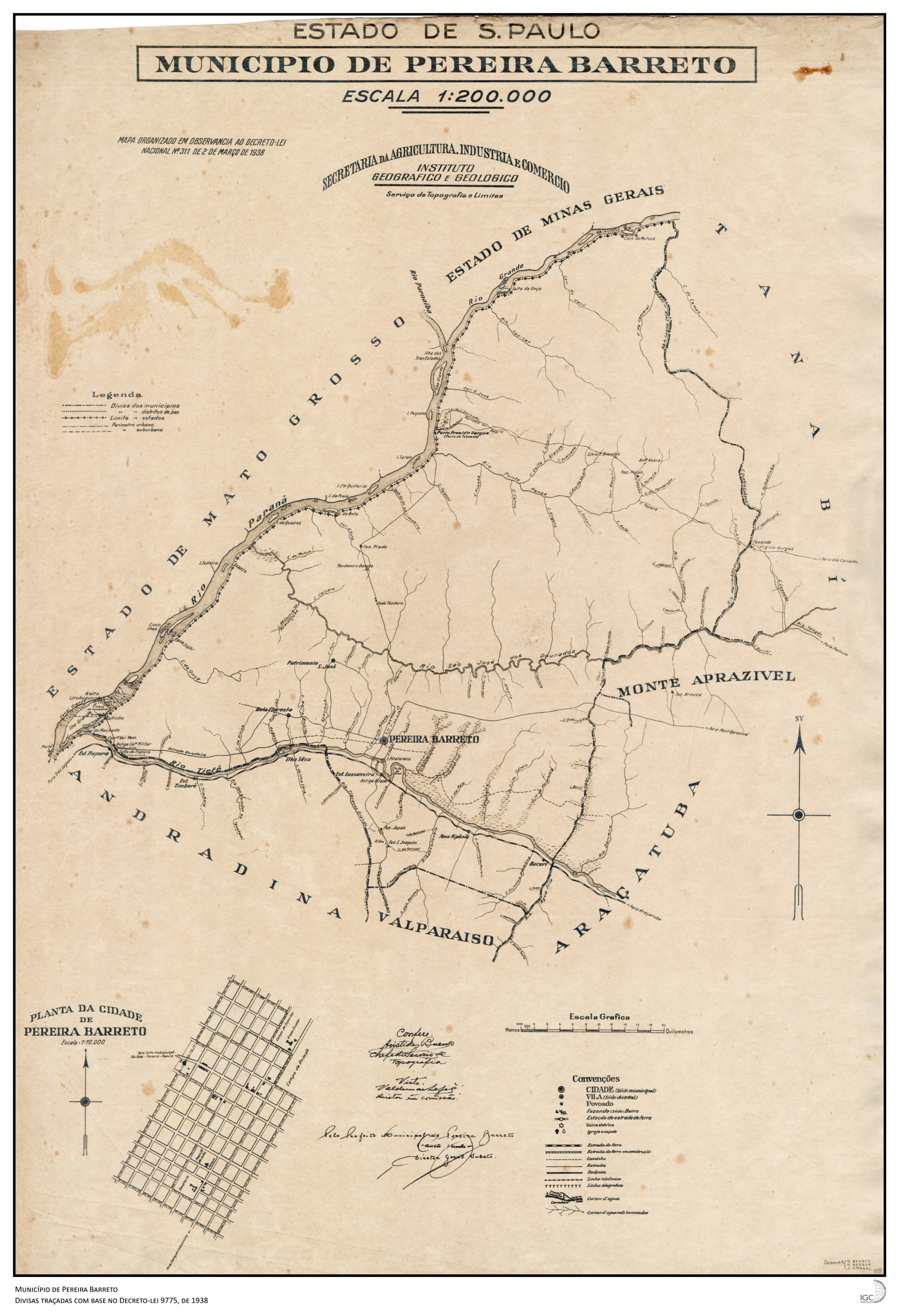
Mapa de Pereira Barreto (1938).

Pereira Barreto ainda guarda fortes traços de seus fundadores, os imigrantes japoneses, que podem ser facilmente observados na cozinha, nos costumes e nos monumentos públicos da cidade. Posteriormente, vieram para cá, também imigrantes italianos, espanhóis, portugueses, sírios, libaneses e muitos brasileiros vindos de várias regiões do País, principalmente do Nordeste. Com o passar dos anos, a população de descendentes de japoneses foi se reduzindo. Alguns se mudaram para outras cidades; outros fizeram o caminho inverso dos seus antepassados: foram trabalhar no Japão. Alguns desses, inclusive, até fixaram residência definitiva naquele país. Essa pequena “diáspora”, no entanto, não fez com que as marcas da influência dos japoneses em Pereira Barreto desaparecessem.

### História recente

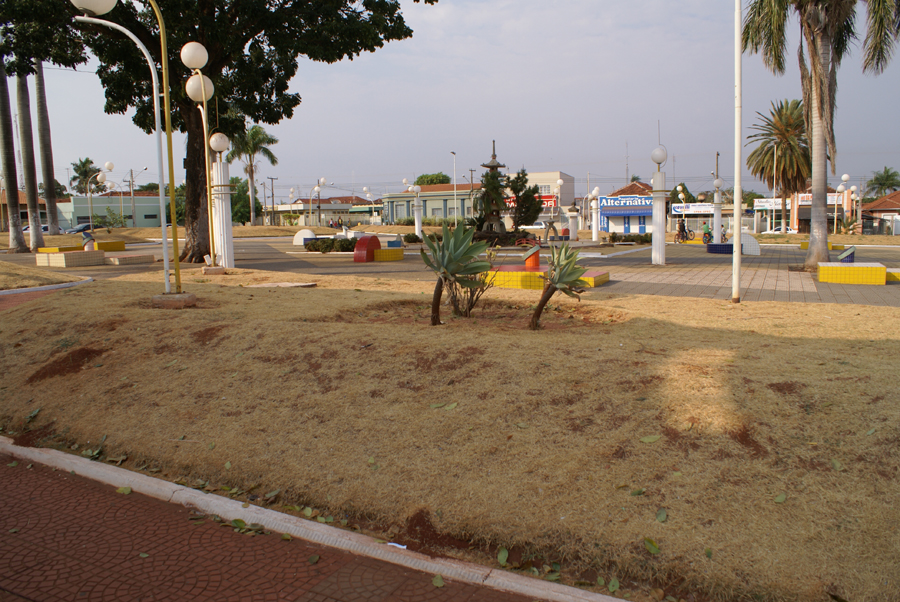
Praça da Bandeira Comendador Jorge Tanaka

Em 1990, a cidade transformou-se quase em uma ilha fluvial, em decorrência da formação do lago da hidrelétrica de Três Irmãos, no rio Tietê. Pereira Barreto, que até então era uma cidade de tradições agropecuárias, perdeu a maior parte de suas terras agricultáveis.
No entanto, passou a ter, em decorrência das transformações geofísicas, um enorme potencial turístico a ser explorado.
A antiga ponte pênsil “Novo Oriente”, construída pelos colonizadores, no início da década de 1930, foi, também em 30 de outubro de 1990, totalmente submersa pelas águas do lago de Três Irmãos. Hoje, ainda é possível observa-la por meio de mergulho, utilizando-se, para isso, equipamentos adequados. No lugar desta, foi construída a nova Ponte Novo Oriente, localizada um pouco mais distante da área da antiga ponte.
Em 1991, o então distrito de Ilha Solteira é desmembrado de Pereira Barreto, sendo elevado à município, gerando na época uma crise na economia da cidade.

## Geografia

### Hidrografia
- Reservatório de Três Irmãos, no Rio Tietê
- Rio São José dos Dourados

### Rodovias
Os principais acessos à cidade de Pereira Barreto são:
- Rodovia Feliciano Salles da Cunha (SP-310)
- SP-563

## Demografia

### População
| Crescimento populacional                             | Crescimento populacional | Crescimento populacional | Crescimento populacional |
| Ano                                                  | População Total          |                          | %±                       |
| ---------------------------------------------------- | ------------------------ | ------------------------ | ------------------------ |
| 1940                                                 | 10 753                   |                          | —                        |
| 1946                                                 | 21 351                   |                          | 98,6%                    |
| 1950                                                 | 27 749                   |                          | 30,0%                    |
| 1958                                                 | 29 334                   |                          | 5,7%                     |
| 1960                                                 | 33 543                   |                          | 14,3%                    |
| 1970                                                 | 52 413                   |                          | 56,3%                    |
| 1980                                                 | 46 366                   |                          | −11,5%                   |
| 1991                                                 | 49 932                   |                          | 7,7%                     |
| 2000                                                 | 25 028                   |                          | −49,9%                   |
| 2010                                                 | 24 962                   |                          | −0,3%                    |
| 2022                                                 | 24 095                   |                          | −3,5%                    |
| Est. 2024                                            | 24 389                   | [ 10 ]                   | 1,2%                     |
| Fontes: Censos Demográficos IBGE e Estimativas SEADE |                          |                          |                          |

## Política e administração
O poder executivo do município é representado pelo prefeito, auxiliado pelo seu gabinete de secretários e eleito pelo voto direto para um mandato de quatro anos. O atual prefeito é Hermínio Barbosa Komatsu.
O poder legislativo é representado pela Câmara Municipal, que conta com 11 vereadores.

## Infraestrutura

### Comunicações

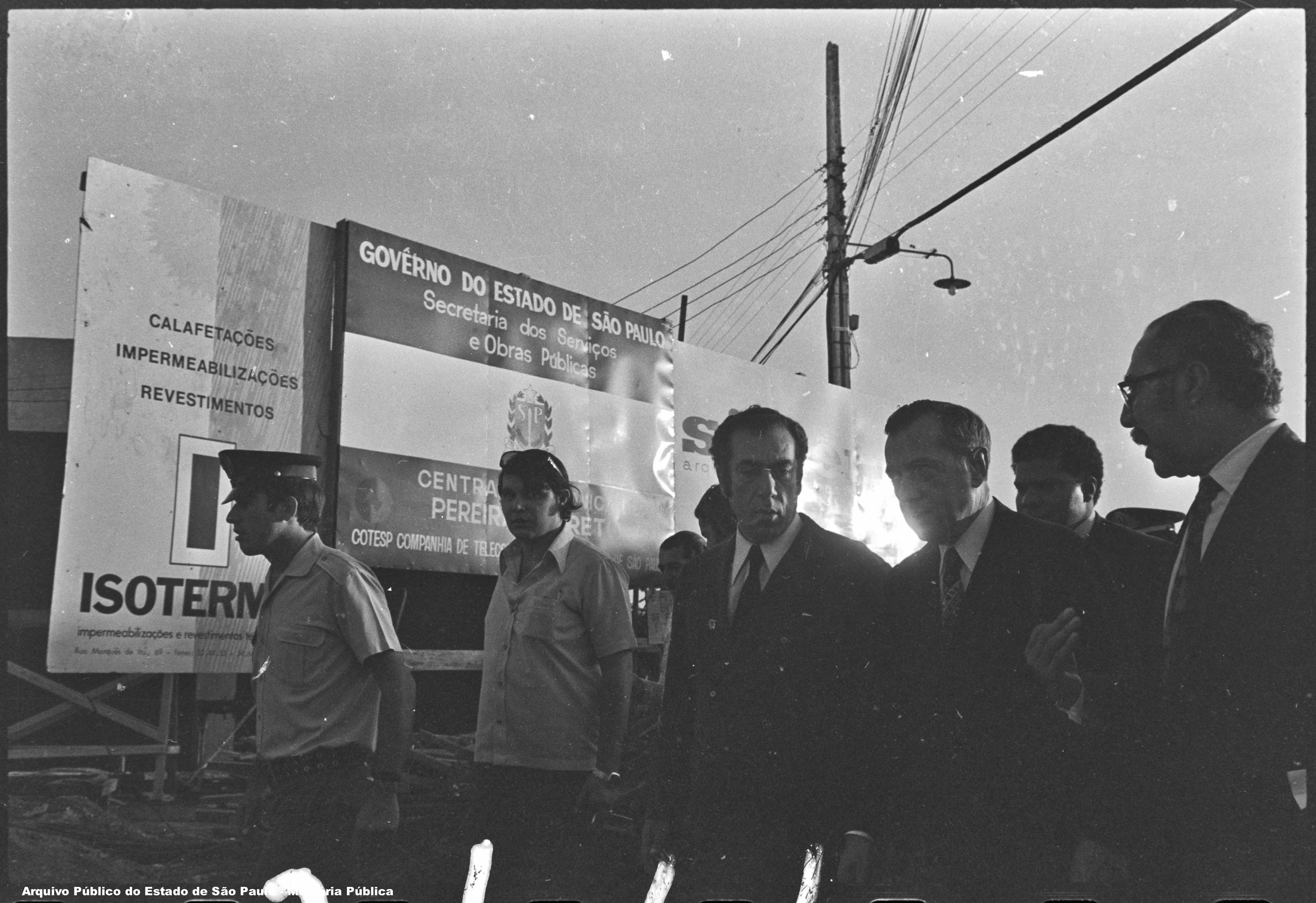
Obras da central telefônica de Pereira Barreto (1973), construída pela COTESP mas inaugurada pela TELESP.

O sistema de telefones automáticos foi inaugurado na cidade pela Companhia de Telecomunicações do Estado de São Paulo (COTESP) em 1971. Já o sistema de discagem direta à distância (DDD) foi implantado em 1977 pela Telecomunicações de São Paulo (TELESP), com o código de área (0187).
Na década de 90 o código DDD da cidade foi alterado para (018), para padronização do sistema telefônico com a telefonia celular que estava sendo implantada em todo o estado.
Na telefonia móvel, Pereira Barreto atualmente é servida pelas operadoras Vivo, Claro e TIM.

### Energia
A concessionária de energia elétrica que atende o município é a Neoenergia Elektro, antiga CESP.

### Saneamento
O serviço de abastecimento de água é feito pelo Serviço Autônomo de Água e Esgoto (SAAE).

## Cultura e lazer

### Carnapraia
Tradicionalmente realizado na Praia Por-do-sol é o carnaval oficial da cidade, no ano de 2014 foi realizado sua 10ª edição.

### Juninão
A festa Junina é realizada todos os anos na Praça da Bandeira (Comendador Jorge Tanaka),com barracas típicas, comida e  concurso de quadrilha.

### Festival de MPB
O evento é um dos melhores festivais do Brasil e é realizado tradicionalmente no mês de Maio com a participação de grandes artistas de todas as regiões do país, no ano de 2014 foi realizado no mês de Maio a sua 15ª edição e o show de encerramento seria do cantor Jair Rodrigues que veio a falecer uma semana antes do evento, desse modo seus filhos Luciana Mello e Jair Oliveira subsistiram o pai no evento.

## Turismo
A cidade conta com diversos pontos turísticos, dentre os destaques estão:

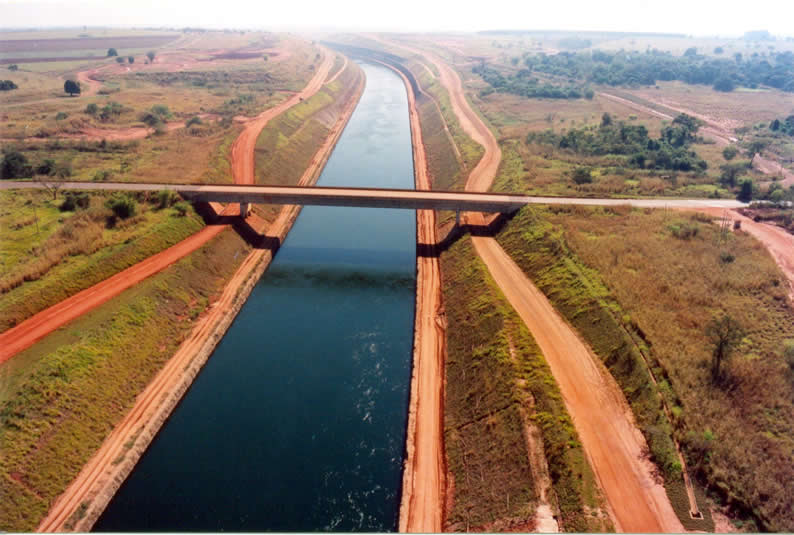
Canal de Pereira Barreto

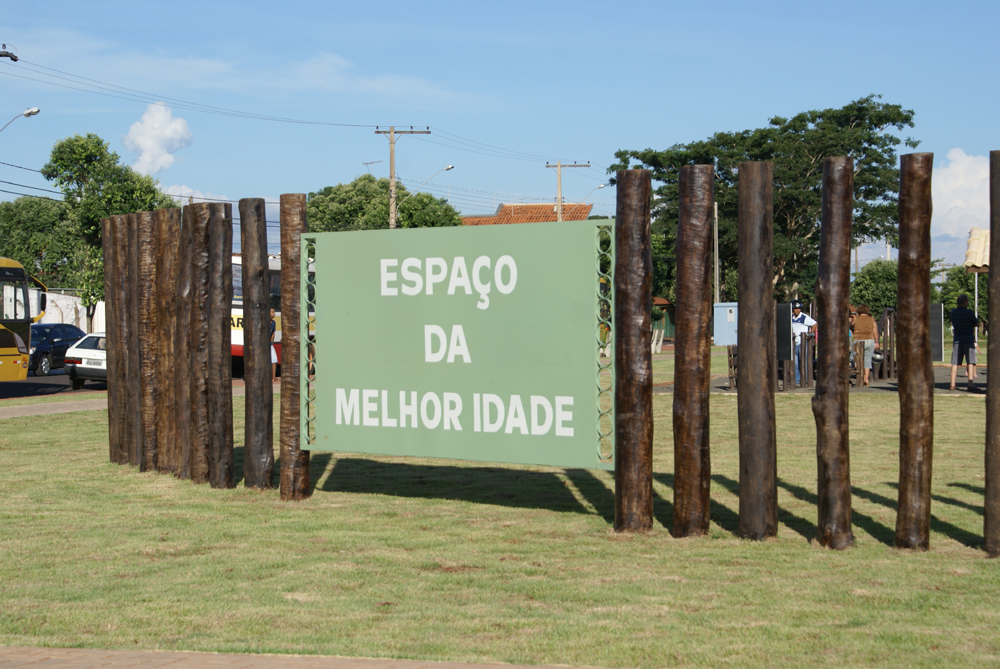
Espaço da Melhor Idade

O Canal de Pereira Barreto, com 9.600 m de comprimento, é considerado o segundo maior canal artificial do mundo  e interliga os reservatórios de Ilha Solteira e Três Irmãos, propiciando a operação energética integrada dos dois aproveitamentos hidrelétricos.
O Canal interliga duas Bacias hidrográficas, a do Rio Tietê e a do Rio Paraná, através do Rio São José dos Dourados, permitindo além da navegação no Tramo Norte da Hidrovia Tietê-Paraná, interliga os estados de São Paulo, Mato Grosso do Sul, Minas Gerais e Goiás, possui peculiaridades e objetivos definidos, pois é o primeiro Canal da América do Sul com características hidroviárias, sendo uma via navegável até a cidade de Simão - MG.
A construção deste Canal foi iniciada em Julho de 1980, constituindo hoje parte fundamental do Sistema Hidroviário Tietê-Paraná, interligando os dois grandes rios.
Uma das mais importantes vias de transporte fluvial do Brasil, a hidrovia Tietê-Paraná, idealizada para viabilizar a integração comercial por navegação entre os estados de São Paulo, Minas Gerais, Mato Grosso do Sul e o Mercosul só está viabilizado graças à interligação dos Rios Tietê e São José dos Dourados no Município de Pereira Barreto.
Espaço da melhor idade
A praça é um espaço adequado e aconchegante com equipamentos de ginástica e dispositivos rústicos para atender bem as pessoas da melhor idade e a população em geral. Foi inaugurado no dia 19 de Março de 2011.
Relógio de Quatro Faces (Relojão)
O relógio de quatro faces mais conhecido pela população da cidade como Relojão é um marco da imigração japonesa na cidade, o monumento fica localizado no centro da cidade na confluência das ruas Cozo Taguchi e Fauzi Kassim. Foi construído pelo Srº Risaburo Murai, no ano de 1958, pela ocasião da comemoração do 30º Aniversário de Fundação da cidade.

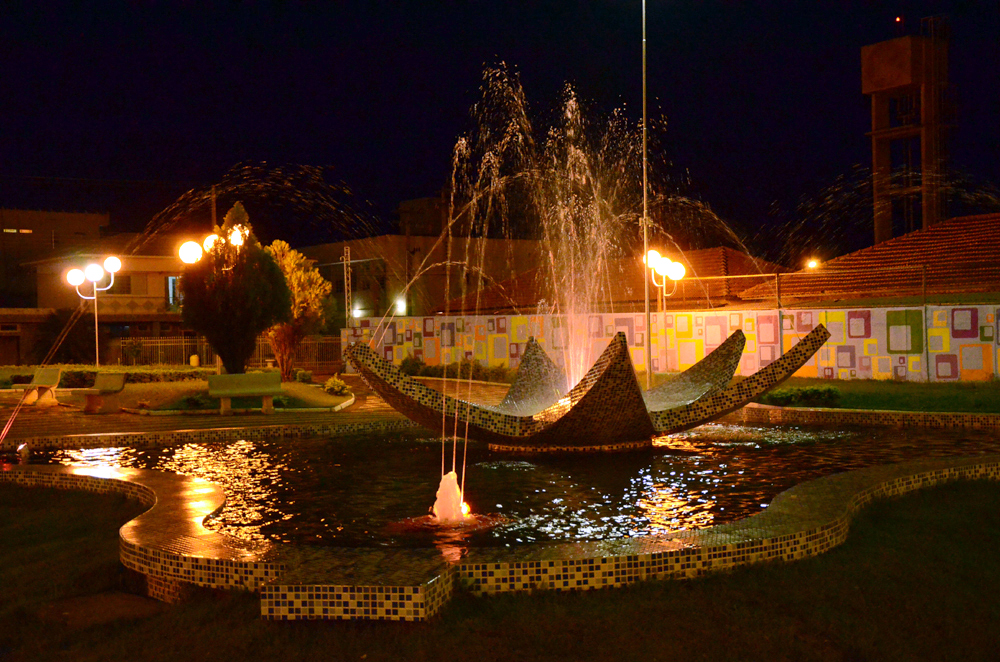
Praça Carlos Kato
O local é visitado diariamente por ter características orientais que são um dos seus maiores atrativos e é um ponto de encontro da comunidade de Pereira Barreto, sua fonte conta com uma estrela de seis pontas.
Fica localizada entre as Ruas Dr. Dermival Franceschi, Francisco Paschoal Netto e Cyro Maia, e foi inaugurada no ano de 1968.

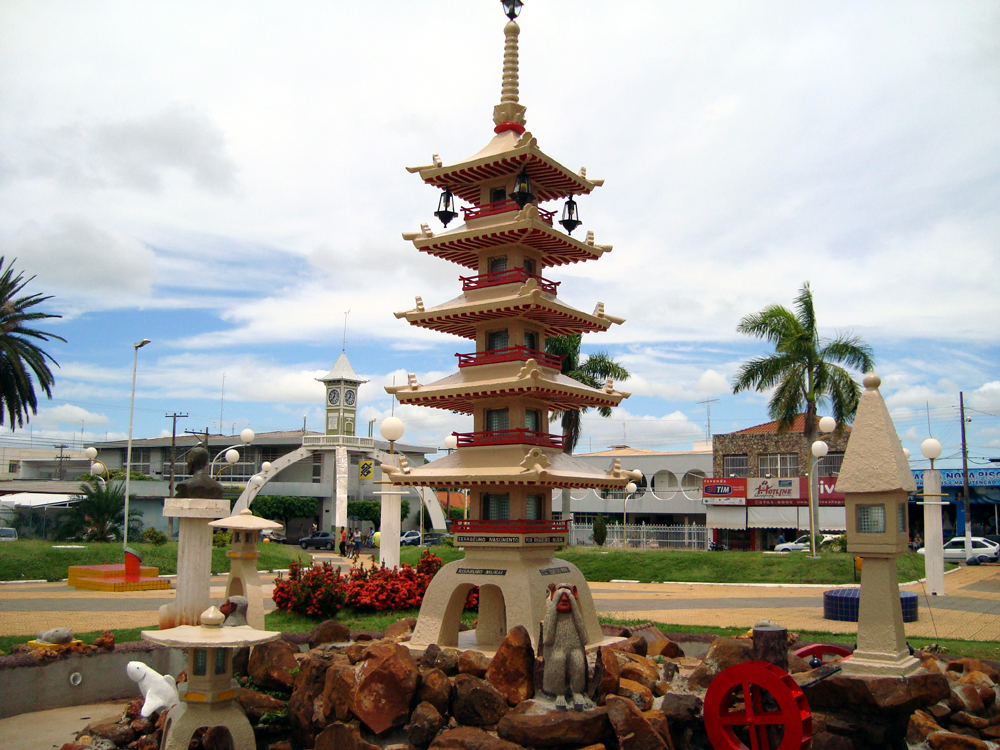
GO-JU-NO-TO

Localizada na Praça da Bandeira, construído por Hisaburo Murai (colônia japonesa), foi inaugurado no dia 20 de setembro de 1958. Representa um Templo de madeira onde os chefes samurais (membros do Governo Japonês), guardavam suas joias e livros sagrados. Devido a sua estrutura e durabilidade, serve até hoje de estudo para construções modernas.
Originária do Japão a partir do ano 706. Também a religião budista costumava guardar os trabalhos de arte tradicional. Recentemente a obra foi restaurada por Alcides Murai, neto de Hisaburo com quem aprendeu o ofício de escultor e paisagismo.
Usina Hidrelétrica Três Irmãos
Foi inaugurada no dia 12 de março de 1991 e é a 5º maior usina da CESP em potência já instalada. A sua construção teve início em julho de 1980, a obra contou com total implantação do canteiro de serviços, da travessia de 630 metros sobre o Rio Tietê e dos acessos asfaltados as cidades de Pereira Barreto, Ilha Solteira e Andradina.
A Usina Três Irmãos é a maior usina construída no Rio Tietê  e está localizada em Pereira Barreto (SP), a 28 km da confluência com o Rio Paraná.
Possui cinco unidades geradoras com turbinas Francis e potência instalada de 807,50 MW. A primeira unidade geradora entrou em operação em novembro de 1993 e a quinta, em janeiro de 1999.
Sua barragem tem 3.640 m de comprimento e seu reservatório mede 785 km².
Possui duas eclusas para navegação.

## Religião
O Cristianismo se faz presente na cidade da seguinte forma:

### Igreja Católica
- A igreja faz parte da Diocese de Jales.[29]

### Igrejas Evangélicas
Entre as igrejas protestantes históricas, pentecostais e neopentecostais, encontram-se na cidade:
- Assembleia de Deus Ministério do Belém.[32][33]
- Congregação Cristã no Brasil.[34]
- Igreja Batista